# علاقات ألمانيا الخارجية

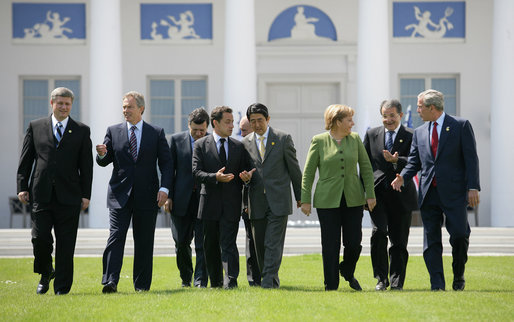
المستشار أنغيلا ميركل استضافة القمة G8 في هيليجندام

ألمانيا دولة أوروبية تقع في وسط اوروربا وهي عضو في مجموع الأربعة والثمانية والعشرين ومنظمة التنمية والتعاون الاقتصادي. كما لديها شبكة من 229 بعثة دبلوماسية في الخارج. وترتبط بعلاقات مع أكثر من 190 دولة. اعتبارًا من عام 2011 وهي أكبر مساهم في ميزانية الاتحاد الأوروبي (توفير 20٪) والثالث أكبر مساهم في الأمم المتحدة (توفير 8٪). ألمانيا عضو في حلف شمال الأطلسي. وقد لعبت دورا قياديا في الاتحاد الأوروبي منذ بدايتها وحافظ على تحالف قوي مع فرنسا منذ نهاية الحرب العالمية الثانية. ألمانيا تسعى للمضي قدما في إنشاء السياسية الأوروبية أكثر توحدا، والدفاع، والأجهزة الأمنية.
سياسة التنمية في جمهورية ألمانيا الاتحادية هي منطقة مستقلة عن السياسة الخارجية الألمانية. وضعت من قبل الوزارة الاتحادية للتعاون الاقتصادي والتنمية (BMZ) والتي تقوم بها المنظمات المنفذة. الحكومة الألمانية ترى سياسة التنمية باعتبارها مسؤولية مشتركة للمجتمع الدولي. ومن العالم الثالث أكبر مانح للمساعدات بعد الولايات المتحدة وفرنسا.
خلال الحرب الباردة، جعل القسم الألماني من الستار الحديدي رمزا للتوترات بين الشرق والغرب وساحة السياسية في أوروبا. ومع ذلك، كان علاقات تقارب فيلي برانت عاملا رئيسيا في الانفراج من 1970. وفي عام 1999، الحكومة جيرهارد شرودر تعريف أساس جديد للسياسة الخارجية الألمانية من خلال المشاركة في القرارات الناتو المحيطة حرب كوسوفو وعن طريق إرسال قوات ألمانية إلى القتال للمرة الأولى منذ الحرب العالمية الثانية. حكومتي ألمانيا والولايات المتحدة حليفتان سياسية وثيقة. وقد وضعت خطة مارشال عام 1948 والعلاقات الثقافية القوية رابطة قوية بين البلدين، على الرغم من شرودر اقترح المعارضة الصوتية لحرب العراق نهاية الأطلنطي والتبريد النسبية للعلاقات الألمانية الأمريكية وأيضا البلدين مترابطة اقتصاديا: 8.8٪ من الصادرات الألمانية متجهة إلى الولايات المتحدة و 6.6٪ من الواردات الألمانية تنبع من الولايات المتحدة.

## المؤسسات الرئيسية والجهات الفاعلة

### الحكومة الاتحادية
تعنى ثلاث وزارات على الصعيد الحكومي بتوجيه سياسة ألمانيا الخارجية، وهي وزارة الدفاع ووزارة التعاون الاقتصادي والتنمية ووزارة الخارجية الفيدرالية. من الناحية العملية، تضطلع معظم الإدارات الفيدرالية الألمانية بدور ما في تشكيل السياسة الخارجية أي أنه لا يوجد سوى عدد قليل من مجالات السياسة العامة التي ما تزال خارج نطاق الولاية الدولية. بيد أن القوانين التي أصدرها مجلس الوزراء الفيدرالي (كما حددها القانون الأساسي الألماني) تسند إلى وزارة الخارجية الفيدرالية مهمة تنسيقية. بناء على ذلك، تنحصر مهمة الوزارات الأخرى بدعوة ضيوف أجانب أو المشاركة في المفاوضات المتعلقة بالمعاهدات بموافقة وزارة الخارجية الفيدرالية.

### البوندستاغ
فيما يتعلق بالسياسة الخارجية، يمتلك البوندستاغ صلاحية رقابية. تشرف كل لجنة من لجانه –ولا سيما لجنة العلاقات الخارجية– على السياسة الخارجية للبلد. تُعتبر موافقة البوندستاغ (والبوندسرات، طالما أن الولايات الألمانية تتأثر بذلك) أحد متطلبات الإقرار بالمعاهدات الأجنبية. في حال تخطي تشريعات المعاهدة مرحلة المناقشة الأولية، تُحال هذه التشريعات إلى لجنة الشؤون الخارجية، والتي بوسعها تأخير إقرارها والمساس بالقرار المُتخذ بشأنها من خلال تقريرها الذي تقدمه إلى البوندستاغ.
في عام 1994، أُنشئت كذلك لجنة متكاملة تابعة للاتحاد الأوروبي بغرض استيعاب التدفق الهائل للمواضيع والتشريعات المتعلقة بالاتحاد الأوروبي. تمتلك اللجنة متحدثًا باسم البوندستاغ ويمثلها عند البت في مواقف الاتحاد الأوروبي السياسية. من الأمثلة على ذلك مشاركة اللجنة فيما يتعلق بالتوسع الشرقي للاتحاد الأوروبي، فتضطلع لجنة الشؤون الخارجية بمسؤولية العلاقات مع دول اللجنة الاقتصادية لأوروبا بينما تضطلع لجنة الاتحاد الأوروبي بالمفاوضات.

### المنظمات غير الحكومية
يوجد في ألمانيا مجموعة من المنظمات غير الحكومية التي تعالج قضايا السياسة الخارجية. تشمل المنظمات غير الحكومية هيئات الفكر والمشورة (المجلس الألماني للعلاقات الخارجية)، ومنظمات ممارسة الضغط ذات القضية الواحدة (منظمة العفو الدولية)، فضلًا عن منظمات أخرى تعزز الروابط الثنائية الأقوى بين ألمانيا ودول أخرى (جسر الأطلسي). في حين أن المنظمات غير الحكومية تتميز ببعض الأساليب، فإن الهدف الشامل المتمثل في إقناع صانعي القرار بحكمة آرائهم هو هدف مشترك. في عام 2004، برز إطار جديد للإدارة الألمانية، ولا سيما فيما يتعلق بمجالات السياسة الخارجية والأمنية، وانخرطت المنظمات غير الحكومية في صنع السياسات الفعلية بموجب هذه الإدارة. تتمثل الفكرة بأن التعاون بين الدولة ومجموعات المجتمع المدني يحسن جودة أساليب حل الصراعات والتعاون الإنمائي والمعونة الإنسانية في الدول المتفككة. يسعى الإطار إلى الاستفادة من خبرة المنظمات غير الحكومية مقابل إتاحة الفرصة لهذه المجموعات للتأثير على السياسة الخارجية.

## الخلافات
في عام 2001، اكتُشف أن الخلية الإرهابية التي نفذت الهجمات على الولايات المتحدة في 11 سبتمبر 2001، كانت تتخذ من هامبورغ مقرًا لها، ما تسبب بصدمة صاعقة عبر البلاد.
أيدت حكومة المستشار غيرهارد شرودر الأعمال العسكرية التي نفذتها الحكومة الأمريكية لاحقًا، فأرسل قوات الجيش الألماني إلى أفغانستان لقيادة برنامج مشترك يتبع حلف شمال الأطلسي لتوفير الأمن في البلاد بعد الإطاحة بحكومة طالبان.
عارضت الأغلبية الغزو الأمريكي للعراق في عام 2003، وأي نشر للقوات هناك. أيدت حكومة الحزب الديمقراطي الاشتراكي الألماني هذا الموقف، ما أدى إلى نشوب بعض الخلافات مع الولايات المتحدة.
في أغسطس2006، كشفت الحكومة الألمانية عن مؤامرة فاشلة لقصف قطارين ألمانيين. كان من المقرر أن يقع الهجوم في يوليو 2006، وكان من ضمن المهاجمين رجل لبناني يبلغ من العمر 21 عامًا، عُرف باسم يوسف محمد. ذكر المدعون العامون أن يوسف ورجلًا آخر تركوا حقائب محشوة بقنابل غاز البروبان الخام على متن القطارات.
اعتبارًا من فبراير 2007، بلغ عدد أفراد القوات الدولية للمساعدة الأمنية بقيادة حلف شمال الأطلسي والتابعة لألمانيا نحو ثلاثة آلاف في أفغانستان كجزء من الحرب على الإرهاب، وهي ثالث أكبر وحدة بعد الولايات المتحدة (14,000) والمملكة المتحدة (5,200). تمركزت معظم القوات الألمانية في شمال البلاد الأكثر أمنًا.
تعرضت ألمانيا، إلى جانب بعض الدول الأوروبية الكبرى الأخرى (باستثناء المملكة المتحدة وهولندا)، لانتقادات من جانب المملكة المتحدة وكندا بسبب عدم مشاركتها عبء العمليات القتالية الأكثر شدة في جنوب أفغانستان.

## المبادرات العالمية

### المعونات الإنسانية
تُعتبر ألمانيا أكبر مساهم في الأمم المتحدة وتمتلك عدة وكالات إنمائية تعمل في أفريقيا والشرق الأوسط. تعمل السياسة الإنمائية لجمهورية ألمانيا الفيدرالية بمنأى عن السياسة الخارجية الألمانية. تصيغ الوزارة الفيدرالية للتعاون الاقتصادي والتنمية هذه السياسة وتنفذها المنظمات المعنية. ترى الحكومة الألمانية أن السياسة الإنمائية مسؤولية مشتركة للمجتمع الدولي، وهي ثالث أكبر جهة مانحة للمساعدات في العالم بعد الولايات المتحدة وفرنسا. أنفقت ألمانيا 0.37% من ناتجها المحلي الإجمالي على برامج التنمية، وهي نسبة أقل من هدف الحكومة المتمثل في زيادة المساعدات إلى 0.51% من الناتج المحلي الإجمالي بحلول عام 2010. في عام 2010، أصبحت ألمانيا أكبر جهة مانحة للمساعدات. لم تبلغ ألمانيا الهدف الدولي المتمثل في تخصيص نسبة 0.7% من الناتج القومي الإجمالي.

## المنظمات الدولية
ألمانيا عضو في مجلس أوروبا والاتحاد الأوروبي ووكالة الفضاء الأوروبية ومجموعة الدول الأربعة ومجموعة الدول الصناعية الثمانية وصندوق النقد الدولي ومنظمة حلف شمال الأطلسي ومنظمة التعاون والتنمية في الميدان الاقتصادي ومنظمة الأمن والتعاون في أوروبا والأمم المتحدة ومجموعة البنك الدولي ومنظمة التجارة العالمية.

### الاتحاد الأوروبي
حقق التكامل الأوروبي الكثير من الإنجازات منذ إنشاء الجماعة الأوروبية للفحم والصلب ومعاهدة إليزيه. يبقى التعاون السلمي مع الدول المجاورة أحد أكبر الأهداف السياسية لألمانيا، تصدرت ألمانيا أغلب الإنجازات التي تحققت ضمن التكامل الأوروبي:
- معاهدة ماستريخت

تحظى معظم القضايا الاجتماعية التي تواجه الدول الأوروبية بشكل عام: الهجرة والشيخوخة السكانية والضغط على أنظمة الرعاية الاجتماعية والمعاشات التقاعدية بأهمية في ألمانيا. تسعى ألمانيا إلى حفظ السلام من خلال ترسيخ التكامل بين الدول الأعضاء الحالية في الاتحاد الأوروبي.
- قوات الدفاع الأوروبية
- اعتماد اليورو عملة موحدة.

تُعتبر ألمانيا المساهم الأكبر في ميزانيات الاتحاد الأوروبي لعقود من الزمان وتسعى إلى الحد من نمو هذه المدفوعات الصافية في إطار الاتحاد الموسع.
- الدستور الأوروبي

## وصلات خارجية
- - بوابة ألمانيا العصرية المتعددة اللغات (موقع حكومي)